# エンハンサー (音響機器)
エンハンサーとは、イコライザーが、実際の音の周波数をブーストしたりカットしたりするのに対し、これは、音を歪ませることを利用して、上下各々の倍音を作り出して、実音にミックスするものである。
似たようなシステムで倍音を作り出すエフェクターはこの項でもいくつかあるが、オクターバーや初期のサスティナーなどと異なる点は、音の効果よりも、イコライザーなどのような、音質を整えたり強調したりする目的のために用いる性格のものである。高音側の倍音を加える際は、音の抜けを加えたり、生き生きしたサウンドを作る。コンプレッサー、リミッターや、ディレイ、「イコライザー」のように、トータルにかけるような使い方は少ない。分からない程度に、特定のトラックに限定して使う場合の「ピッチチェンジャー」などの使い方に近い。
オーディオ用途においても、MP3などの非可逆圧縮音声データに含まれていない高周波数帯域を擬似的に生成する目的で開発・使用されている。